# Der Giftpilz
Der Giftpilz (německy Jedovatá houba) je německy psaná kniha pro děti od Ernsta Hiemera. Autorem ilustrací je Philipp Ruprecht. Vydalo ji v roce 1938 nakladatelství Julia Streichera Stürmer Verlag.

## Obsah
Kniha je nacistická čítanka určená k výchově dětí k antisemitismu. V krátkých příbězích představuje různé stereotypy o vzhledu a chování Židů a líčí je jako podvodníky a zločince, kteří škodí Němcům. Nechybí téma rituální vraždy, (Žida) Ježíše jako oběti Židů nebo „židovský“ komunismus. 
Svůj název dostala kniha podle titulního příběhu, kde matka svému dítěti při sběru hub vysvětluje, že stejně jako se dělí houby na druhy jedlé a jedovaté, existují i lidé dobří a zlí a Židé jsou jedovaté houby lidstva, které je potřeba se naučit rozeznávat. A jako jediná jedovatá houba může zabít celou rodinu, osamělý Žid může zničit celou vesnici, město, národ („Volk“).

## Vydání
- HIEMER, Ernst. Jedovatá houba. Překlad Veronika Dolinská a Pavel Kamas. V Brně: Guidemedia, 2017. 80 stran. ISBN 978-80-88021-09-4 (České vydání, které vyvolalo kontroverzi.[1])